# Джон Геддерт
Джон Джеральд Геддерт (нар. 21 грудня 1957 — пом. 25 лютого 2021) — американський тренер з художньої гімнастики. Він був головним тренером жіночої олімпійської збірної США 2012 року, яка виборола золоті медалі, та постійним тренером учасниці команди Джордин Вібер. У 2018 році він пішов у відставку після з'ясування його причетності до скандалу з сексуальним насильством у гімнастиці США, зосередженого на його давньому соратнику Ларрі Нассару. Геддерт наклав на себе руки в 2021 році, невдовзі після висунення йому 24 кримінальних звинувачень, зокрема 20 пунктів за торгівлю неповнолітніми, по одному пункту звинувачення в сексуальному насильстві першого ступеня, злочинному сексуальному насильстві другого ступеня за участю неповнолітніх і брехні офіцеру поліції.

## Клуби гімнастики
З 1984 року Геддерт був головним тренером клубу гімнастики Great Lakes у Лансінгу, штат Мічиган, де він вперше працював разом з Ларрі Нассаром. У 1988 році Геддерт був визнаний найкращим тренером року Федерацією гімнастики США в Мічигані. У 1990 та 1991 роках він отримав нагороду Федерації як регіонального тренера року. Пізніше його звільнили з Great Lakes. У 1996 році Геддерт заснував клуб гімнастики Twistars USA у Дімондейлі. У підсобній кімнаті клубу Нассар регулярно лікував і сексуально домагався молодих спортсменок. У 2018 році Геддерт передав право власності та управління тренувальною залою своїй дружині Кетрін після скандалу з сексуальним насильством Нассара.

## Тренерський стиль
Багато колишніх гімнасток описували тренерський стиль Геддерта як інтенсивний, суворий й образливий. Кілька колишніх гімнасток розповідали, що Геддерт неодноразово казав їм накласти на себе руки. Відомі випадки кидання предметів у спортивній залі в моменти його люті. Одного разу Геддерт сильно штовхнув гімнастку, що вона отримала синець під оком, розрив лімфатичних вузлів на шиї та розрив м'язів живота. У 2013 році проти Геддерта було відкрито кримінальне провадження за жорстоке поводження з гімнастками. Прокуратура округу Ітон заявила, що достатньо доказів для звинувачення Геддерта, але натомість дозволила йому звернутися за консультацією. У грудні 2013 року колишній співробітник Геддерта звернувся до Федерації гімнастики США, щоб повідомити про жорстоке поводження Геддерта зі своїми спортсменами. Федерація заявила, що звернулася до Геддерта зі стурбованістю автора листа, хоча конкретні дії Федерації гімнастики США ніколи не були оприлюднені. Геддерт пішов з тренерської роботи 23 січня 2018 року, через день після того, як Федерація гімнастики США оголосила про його відсторонення від роботи в очікуванні розслідування ймовірних зловживань.

## Причетність до скандалу з сексуальним насильством у США
Довгий зв'язок Геддерта з Ларрі Нассаром, якого звинуватили у сексуальному насильстві щонайменше 150 жінок і дівчат, став причиною юридичних проблем Геддерта. Тісні особисті та професійні стосунки Геддерта та Нассара викликали підозри, що Геддерт знав про жорстоке поводження з боку Нассара, але нічого з цим не робив. Багато колишніх гімнасток і батьків стверджували, що напружене й жорстоке середовище, яке Геддерт створив, дозволило Нассару, постійному волонтеру в спортивній залі Геддерта, легко залицятися до гімнасток і завоювати їхню довіру. Кілька гімнасток зізналися, що Геддерт створив таке вороже середовище, що вони не могли звернутися до нього щодо насильства. Принаймні одна колишня гімнастка засвідчила, що Геддерт увійшов на нібито медичний сеанс, коли Нассар проникав у неї своїми пальцями. Свідок заявив, що Геддерт пожартував про її травму та вийшов з кімнати.

## Переслідування та смерть
25 лютого 2021 року Геддерту було пред'явлено звинувачення у 24 тяжких злочинах: 14 пунктах у торгівлі людьми та примусовій праці, які призвели до травм, 6 пунктах у торгівлі неповнолітніми для примусової праці та по одному пункту у безперервній злочинній поведінці першого ступеня, злочинній сексуальній поведінці, злочинній сексуальній поведінці другого ступеня та брехні офіцеру поліції під час розслідування насильницьких злочинів. Через кілька годин після висунення звинувачень Геддерт застрелився в зоні відпочинку біля міжштатної автомагістралі 127 у Девітті, штат Мічиган.